# Альбан Пніші
Альбан Пніші (алб. Alban Pnishi, нар. 20 жовтня 1990, Цюрих) — косовський футболіст, захисник клубу «Грассгоппер» та національної збірної Косова.

## Клубна кар'єра
Народився 20 жовтня 1990 року в місті Цюрих. Вихованець футбольної школи клубу «Волен». Дорослу футбольну кар'єру розпочав 2009 року в основній команді того ж клубу, в якій провів шість сезонів, взявши участь у 149 матчах другого швейцарського дивізіону. Більшість часу, проведеного у складі «Волена», був основним гравцем захисту команди.
Влітку 2015 року перейшов в клуб швейцарської Суперліги «Грассгоппер». У вищій швейцарської футбольної лізі Альбан дебютував 19 липня 2015 року в гостьовому матчі проти «Туна», замінивши на 62-й хвилині матчу бразильського півзахисника Кайо. Відтоді встиг відіграти за команду з Цюриха 32 матчі в національному чемпіонаті.

## Виступи за збірну
Альбан Пніші дебютував за збірну Косова 13 листопада 2015 року в домашньому товариському матчі проти збірної Албанії, замінивши на 5-й хвилині Іліра Берішу.
| Дата       | Місто    | Господарі | Результат | Гості   | Турнір            | Голи | Примітки |
| ---------- | -------- | --------- | --------- | ------- | ----------------- | ---- | -------- |
| 13-11-2015 | Приштина | Косово    | 2 – 2     | Албанія | товариський матч  | -    |          |
| 5-9-2016   | Турку    | Фінляндія | 1 – 1     | Косово  | Відбір до ЧС 2018 | -    |          |
| Усього     |          | Матчів    | 2         |         | Голів             | 0    |          |